# Kiril Rakarov
Kiril Rakarov (Pavlikeni, 24 maggio 1932 – 25 agosto 2006) è stato un calciatore bulgaro, di ruolo difensore.

## Carriera
Vinse una medaglia di bronzo alle Olimpiadi del 1956 con la sua Nazionale.

## Palmarès

### Giocatore

#### Club
- Campionato bulgaro: 11

CSKA Sofia: 1951, 1952, 1954, 1955, 1956, 1957, 1958, 1958-1959, 1959-1960, 1960-1961, 1961-1962
- Coppa di Bulgaria: 4

CSKA Sofia: 1951, 1954, 1955, 1961

#### Nazionale
- Bronzo olimpico: 1

Melbourne 1956